# Duty-free shop

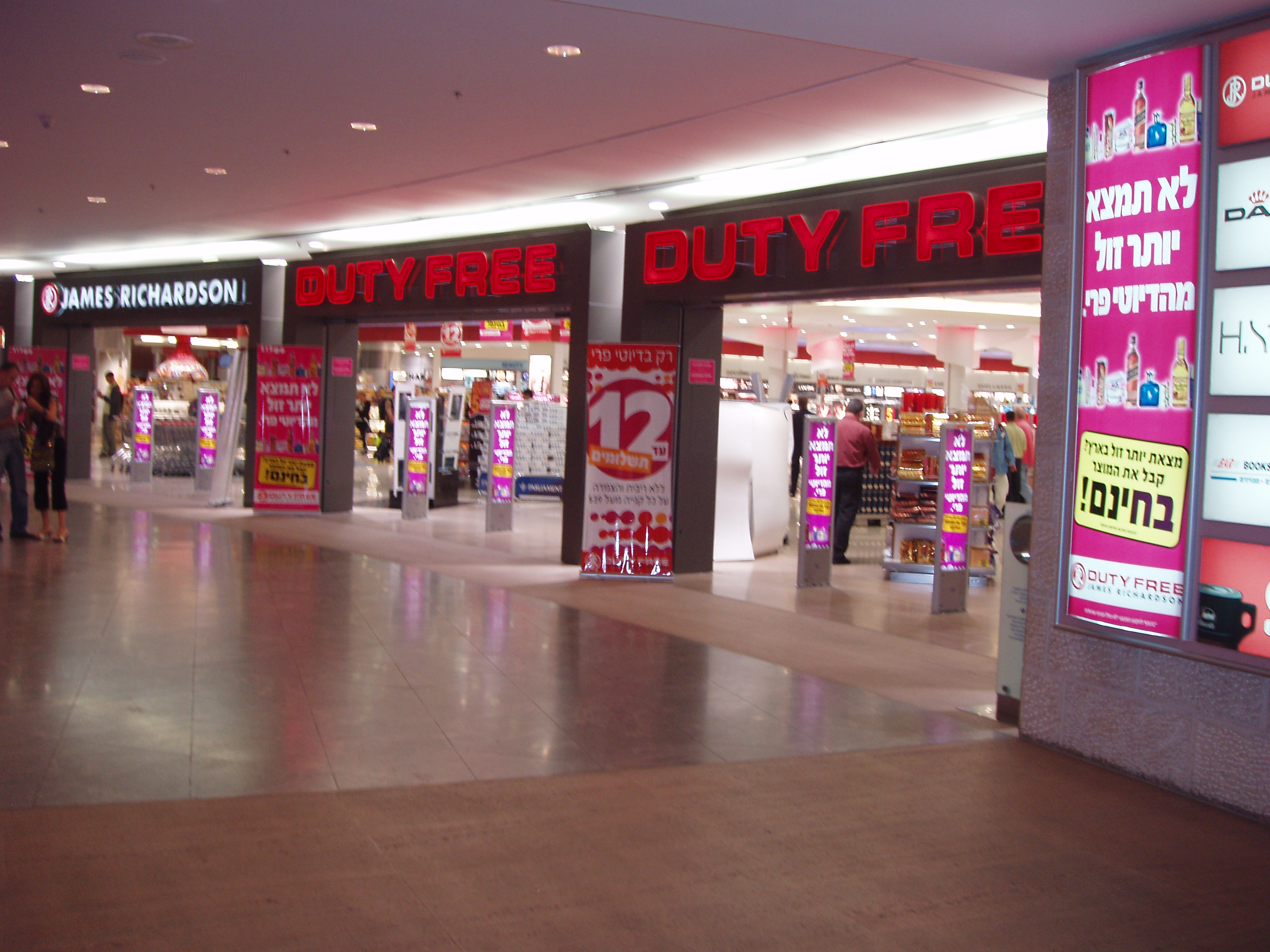
Loja Duty-free no Aeroporto Internacional Ben Gurion, Israel. loja

Lojas Duty-free ou free shops são lojas localizadas no interior de salas de embarque e desembarque de aeroportos, onde produtos são vendidos sem a aplicação de certos encargos locais ou nacionais. 
Em alguns países, embora existam aeroportos internacionais, há lojas duty-free espalhadas pela cidade. O Uruguai e a Argentina são um exemplo disto.
Lojas Duty-free existem também na zona internacional de portos e em navios de passageiros e balsas com destino internacional. 
No Brasil, as lojas duty-free são negócios permitidos sob a forma de concessão pelas administradoras de portos e aeroportos de todo o país, devendo seguir à risca as regras previstas pela Portaria 204, lei que regulamenta o funcionamento de lojas francas em portos e aeroportos do país.
Durante mais de 20 anos a principal empresa a explorar esse serviço no Brasil foi a Brasif, que, em 2006, foi vendida à Dufry, uma gigante multinacional do ramo de varejo de viagens. Desde então, essa empresa controla 95% do negócio em todo o país, além de operar em mais de 35 países ao redor do mundo.